# Kościół św. Mikołaja w Głogówku
Kościół świętego Mikołaja – rzymskokatolicki kościół filialny należący do parafii św. Bartłomieja w Głogówku.

## Historia
Jest to świątynia wybudowana w 1773 roku przez hrabiego Henryka Ferdynanda Oppersdorffa razem ze szpitalem. W latach 2005–2009 dach świątyni został wyremontowany i odnowiono barokową elewację zewnętrzną.  

## Architektura
Kościół jest nieorientowany: jego prezbiterium zwrócone jest w stronę południową. Wyposażenie wnętrza jest bardzo skromne: dawny ołtarz główny i inne sprzęty zostały zdemontowane, ponieważ były już bardzo zniszczone. Ambona pochodząca sprzed połowy XVIII wieku i stacje Drogi Krzyżowej pochodzące z przełomu XVIII i XIX wieku są zabytkami o małej wartości artystycznej. Godnym uwagi jest natomiast obraz znajdujący się w ołtarzu głównym przedstawiający patrona świątyni św. Mikołaja namalowany przez Františka Antonína Šebestę. Cenny jest także bardzo okazały dwunastoramienny żyrandol wykonany z mosiądzu, ozdobiony dwugłowym habsburskim orłem w zwieńczeniu, co oznacza, że został wykonany jeszcze przed zajęciem Śląska przez Królestwo Prus w 1741 roku.
Do świątyni od strony zachodniej jest dobudowany budynek dawnego szpitala. Obecnie w świątyni są odprawiane msze młodzieżowe oraz obchodzony jest odpust poświęcony św. Mikołajowi.